# Nanaguna variegata
Nanaguna variegata är en fjärilsart som beskrevs av George Francis Hampson 1894. Nanaguna variegata ingår i släktet Nanaguna och familjen trågspinnare. Inga underarter finns listade i Catalogue of Life.